# Condado de Tillman
El condado de Tillman (en inglés: Tillman County) es un condado del estado estadounidense de Oklahoma. En el año 2000 tenía una población de 9.287 habitantes con una densidad poblacional de 4 personas por km². La sede del condado es Frederick.

## Geografía
Según la Oficina del Censo, el condado tiene un área total de 2277 km² (879,2 mi²), de la cual 2258 km² (871,8 mi²) es tierra y 19 km² (7,3 mi²) es agua.

## Demografía
En fecha censo de 2000, había 9.287 personas, 3.594 hogares, y 2.487 familias que residían en el condado.
En el 2000 la renta per cápita promedia del condado era de $ 24,828 y el ingreso promedio para una familia era de $30,854. El ingreso per cápita para el condado era de $14,270. En 2000 los hombres tenían un ingreso per cápita de $23,039 frente a $18,724 para las mujeres. Alrededor del 21.90% de la población estaba bajo el umbral de pobreza nacional.

## Condados adyacentes
- Condado de Kiowa (norte)
- Condado de Comanche (noreste)
- Condado de Cotton (este)
- Condado de Wichita, Texas. (sur)
- Condado de Wilbarger, Texas. (suroeste)
- Condado de Jackson (noroeste)

## Ciudades y pueblos
- Chattanooga
- Davidson
- Frederick
- Grandfield
- Hollister
- Loveland
- Manitou
- Tipton